# George Herbert, XI conte di Pembroke
George Herbert, XI conte di Pembroke (Wilton House, 10 settembre 1759 – Londra, 26 ottobre 1827), è stato un nobile, politico, generale e ambasciatore britannico.

## Biografia
Era l'unico figlio di Henry Herbert, X conte di Pembroke e di sua moglie, Lady Elizabeth Spencer, seconda figlia di Charles Spencer, III duca di Marlborough. Aveva una sorella più giovane Charlotte, che morì all'età di 10 anni. È stato istruito a casa e poi Harrow School. Attraverso sua nonna Mary FitzWilliam, figlia del V visconte FitzWilliam, ereditò i possedimenti dei Fitzwilliam a Dublino.

### Carriera militare
Dopo aver lasciato Harrow, è stato nominato guardiamarina nel 12º Reggimento nel 1775 e viaggiò nel continente nel corso dei successivi cinque anni, visitando la Francia, l'Austria, Europa dell'Est, Russia e Italia in compagnia di William Coxe e il capitano John Floyd.
È stato promosso a tenente nel 1777 ed è diventato un capitano nel 75º Reggimento di fanteria nel 1778, prima del trasferimento al 1st The Royal Dragoons in quello stesso anno. Nel 1781, ha trasferito ai 22° dei Dragoni l'anno successivo è stato promosso a tenente colonnello nelle 2nd Dragoon Guards.
All'inizio delle guerre rivoluzionarie francesi, andò nelle Fiandre, dove ha comandato il 2° e 3° Dragoon Guards e ha mantenuto i contatti con le forze prussiane e austriache. Fu protagonista nell'Assedio di Valenciennes (1793).

### Carriera politica
Alle elezioni generali del 1780, egli divenne membro del Parlamento per la città di Wilton. Ha tenuto la sede fino al 1784 quando è stato nominato Vice-Chamberlain of the Household e giurato del Privy Council. Fu Lord luogotenente del Wiltshire.

### Matrimoni

#### Primo matrimonio
Sposò, l'8 aprile 1787, Elizabeth Beauclerk, figlia di Topham Beauclerk e Lady Diana Spencer. Ebbero quattro figli:
- Lord George Herbert (1788-1793);
- Lady Diana Herbert (1790-1841), sposò Welbore Agar, II conte di Normanton, ebbero quattro figli;
- Lord Robert Henry (1791-1862);
- Lord Charles Herbert (1793-1798);

#### Secondo matrimonio
Sposò, il 25 gennaio 1808, Ekaterina Vorontsova, figlia del conte Semën Romanovič Voroncov e di sua moglie Ekaterina Alexeyevna Senyavin, damigella d'onore dell'imperatrice Caterina II. Ebbero sei figli:
- Lady Elizabeth (1809-1858), sposò Richard Meade, III conte di Clanwilliam, ebbero cinque figli;
- Sidney Herbert, I barone di Lea (1810-1861);
- Lady Mary (1813-1892), sposò George Brudenell-Bruce, II marchese di Ailesbury, non ebbero figli;
- Lady Catherine (1814-1886), sposò Alexander Murray, VI conte di Dunmore, ebbero quattro figli;
- Lady Georgiana (1817-1847), sposò Henry Petty-FitzMaurice, IV marchese di Lansdowne, non ebbero figli;
- Lady Emma (1819-1884), sposò Thomas Vesey, III visconte de Vesci, ebbero cinque figli.

### Ultimi anni e morte
Nel 1795, è stato promosso a Maggiore Generale e divenne colonnello del 6° (Inniskilling) Dragoni nel 1797. Nel 1802 è stato promosso a tenente generale e nominato Cavaliere della Giarrettiera nel 1805. Dopo aver prestato servizio come plenipotenziario in missione speciale in Austria nel 1807, è stato nominato Governatore di Guernsey e, infine, promosso a generale nel 1812.
Lord Pembroke morì il 26 ottobre 1827 nella sua casa di Londra, Pembroke House, e fu sepolto a Wilton il 12 novembre.

## Ascendenza
|                                          |                                          |                                             | Genitori                                    |  |  | Nonni |  |  | Bisnonni                               |  |  | Trisnonni                           |  |
|                                          |                                          |                                             |                                             |  |  |       |  |  | Thomas Herbert, VIII conte di Pembroke |  |  | Philip Herbert, V conte di Pembroke |  |
|                                          |                                          |                                             |                                             |  |  |       |  |  | Thomas Herbert, VIII conte di Pembroke |  |  | Philip Herbert, V conte di Pembroke |  |
|                                          |                                          | Catherine Villiers                          |                                             |  |  |       |  |  | Thomas Herbert, VIII conte di Pembroke |  |  |                                     |  |
| Henry Herbert, IX conte di Pembroke      |                                          |                                             |                                             |  |  |       |  |  | Thomas Herbert, VIII conte di Pembroke |  |  |                                     |  |
|                                          |                                          | Margaret Sawyer                             | Robert Sawyer                               |  |  |       |  |  |                                        |  |  |                                     |  |
|                                          |                                          | Margaret Sawyer                             | Robert Sawyer                               |  |  |       |  |  |                                        |  |  |                                     |  |
|                                          |                                          | Margaret Sawyer                             | Margaret Suckeley                           |  |  |       |  |  |                                        |  |  |                                     |  |
| Henry Herbert, X conte di Pembroke       |                                          | Margaret Sawyer                             |                                             |  |  |       |  |  |                                        |  |  |                                     |  |
|                                          |                                          | Richard FitzWilliam, V visconte FitzWilliam | Thomas FitzWilliam, IV visconte FitzWilliam |  |  |       |  |  |                                        |  |  |                                     |  |
|                                          |                                          | Richard FitzWilliam, V visconte FitzWilliam | Thomas FitzWilliam, IV visconte FitzWilliam |  |  |       |  |  |                                        |  |  |                                     |  |
|                                          |                                          | Richard FitzWilliam, V visconte FitzWilliam | Mary Stapleton                              |  |  |       |  |  |                                        |  |  |                                     |  |
| Mary FitzWilliam                         |                                          | Richard FitzWilliam, V visconte FitzWilliam |                                             |  |  |       |  |  |                                        |  |  |                                     |  |
|                                          |                                          | Frances Shelley                             | John Shelley, III baronetto                 |  |  |       |  |  |                                        |  |  |                                     |  |
|                                          |                                          | Frances Shelley                             | John Shelley, III baronetto                 |  |  |       |  |  |                                        |  |  |                                     |  |
|                                          |                                          | Frances Shelley                             | Bridget Neville                             |  |  |       |  |  |                                        |  |  |                                     |  |
| George Herbert, XI conte di Pembroke     |                                          | Frances Shelley                             |                                             |  |  |       |  |  |                                        |  |  |                                     |  |
|                                          | Charles Spencer, III conte di Sunderland | Robert Spencer, II conte di Sunderland      |                                             |  |  |       |  |  |                                        |  |  |                                     |  |
|                                          | Charles Spencer, III conte di Sunderland | Robert Spencer, II conte di Sunderland      |                                             |  |  |       |  |  |                                        |  |  |                                     |  |
|                                          | Charles Spencer, III conte di Sunderland | Anne Digby                                  |                                             |  |  |       |  |  |                                        |  |  |                                     |  |
| Charles Spencer, III duca di Marlborough | Charles Spencer, III conte di Sunderland |                                             |                                             |  |  |       |  |  |                                        |  |  |                                     |  |
|                                          |                                          | Anne Churchill                              | John Churchill, I duca di Marlborough       |  |  |       |  |  |                                        |  |  |                                     |  |
|                                          |                                          | Anne Churchill                              | John Churchill, I duca di Marlborough       |  |  |       |  |  |                                        |  |  |                                     |  |
|                                          |                                          | Anne Churchill                              | Sarah Jennings                              |  |  |       |  |  |                                        |  |  |                                     |  |
| Elizabeth Spencer                        |                                          | Anne Churchill                              |                                             |  |  |       |  |  |                                        |  |  |                                     |  |
|                                          |                                          | Thomas Trevor, II barone Trevor             | Thomas Trevor, I barone Trevor              |  |  |       |  |  |                                        |  |  |                                     |  |
|                                          |                                          | Thomas Trevor, II barone Trevor             | Thomas Trevor, I barone Trevor              |  |  |       |  |  |                                        |  |  |                                     |  |
|                                          |                                          | Thomas Trevor, II barone Trevor             | Elizabeth Searle                            |  |  |       |  |  |                                        |  |  |                                     |  |
| Elizabeth Trevor                         |                                          | Thomas Trevor, II barone Trevor             |                                             |  |  |       |  |  |                                        |  |  |                                     |  |
|                                          |                                          | Elizabeth Burrell                           | Timothy Burrell                             |  |  |       |  |  |                                        |  |  |                                     |  |
|                                          |                                          | Elizabeth Burrell                           | Timothy Burrell                             |  |  |       |  |  |                                        |  |  |                                     |  |
|                                          |                                          | Elizabeth Burrell                           | Elizabeth Chilcott                          |  |  |       |  |  |                                        |  |  |                                     |  |
|                                          |                                          | Elizabeth Burrell                           |                                             |  |  |       |  |  |                                        |  |  |                                     |  |